# Максимилиан Мария фон Турн и Таксис
Максимилиан Мария Карл Йозеф Габриел Ламорал фон Турн и Таксис (на немски: Maximilian Marie Karl Joseph Gabriel Lamoral 7.Fürst von Thurn und Taxis; * 24 юни 1862, дворец Таксис при Дишинген; † 2 юни 1885, Регенсбург) е 7. княз на Турн и Таксис (от 10 ноември 1871 до 2 юни 1885).

## Биография
Той е големият син на наследствения принц Максимилиан Антон фон Турн и Таксис (1831 – 1867) и съпругата му херцогиня Хелена Баварска, наричана Нене (1834 – 1890), сестра на императрица Елизабет (Сиси) от Австрия (1837 – 1898), дъщеря на херцог Максимилиан Йозеф (1808 – 1888) и принцеса Лудовика Баварска (1808 – 1892), дъщеря на крал Максимилиан I Йозеф Баварски (1756 – 1825). Внук е на княз Максимилиан Карл фон Турн и Таксис (1802 – 1870).
Баща му умира, когато Максимилиан е на пет години. Деветгодишният Максимилиан Мария наследява дядо си през 1871 г. като княз, като се пропуска една генерация. Майка му Хелена Баварска поема до 1883 г. опекунството над него.
Максимилиан Мария получава частно обучение. От есента на 1880 г. той следва философия, право и национална икономика в университетите в Бон, Страсбург и Гьотинген. От млад се интересува от яздене, лов и помагане на изкуството и науките. Той кара своя архивар да пише научна история на фамилията Турн и Таксис.
По случай пълнолетието си на 24 юни 1883 г. и официалното поемане на управлението на фамилията Турн и Таксис той прави големи дарения за бедните на град Регенсбург и околностите, също за реставрацията на домашната църква „Св. Емерам“.
От 1882 г. той планува пристрояване на княжеския дворец „Св. Емерам“ и решава през 1883 г. да събори бившия манастир и да построи в новоренесанс наново южното крило.
Максимилиан Мария се разболява тежко, след посещението му при чичо му император Франц Йозеф във Виена и един лов. Въпреки това той следи строежа на двореца от подготвеното му жилище в библиотекарската част.
Максимилиан Мария, който страда от сърдечна грешка след боледуването му като млад от едра шарка остава неженен и умира на 23 години на 2 юни 1885 г. от сърце в Регенсбург. Погребан е в гробната капела на дворец „Св. Емерам“ в Регенсбург. Новият строеж на двореца е завършен от наследника му. Императрица Елизабет пише поема за нейния рано починал племенник Максимилиан Мария, наричан „Буби“:
Während wir erblassen müssen

Auf dem kalten Sarkophag

Steigt der Kranz aus Freudengrüssen

Auf zum lichtumfloss’nen Tag.

Und der jüngste Engel oben

Nimmt ihn lächelnd in Empfang

Glaube, Hoffnung, fest verwoben,

Sendet er zurück als Dank.
По-малкият му брат Алберт (1867 – 1952) става 8. княз на Турн и Таксис.